# Interstate 170
Pour les articles homonymes, voir Route 170.
L'Interstate 170 (I-170), aussi connue comme la Inner Belt Expressway, est une autoroute de 11,17 miles (17,98 km) dans le Grand Saint-Louis, au Missouri. L'I-170 relie l'I-270 à son terminus nord et l'I-64 à son terminus sud. Elle croise l'I-70, son autoroute principale, près de l'Aéroport international Lambert de Saint-Louis.

## Liste des sorties
| Interstate 170    |                  |       |       |        |                                                                |                                                             |
| Comté             | Municipalité     | mi    | km    | Sortie | Intersections / Destinations                                   | Notes                                                       |
| Saint-Louis       | Richmond Heights | 0,00  | 0,00  | 1      | I-64 / US 40 / Lewis and Clark Trail – Wentzville, Saint-Louis | Indiqué sortie 1A (est) et 1B (ouest)                       |
| Saint-Louis       | Richmond Heights | 0,44  | 0,71  | 1C     | Brentwood Boulevard nord / Eager Road                          | Sortie direction sud, entrée direction nord                 |
| Saint-Louis       | Clayton          | 0,81  | 1,30  | 1D     | Brentwood Boulevard sud                                        | Sortie direction sud, entrée direction nord                 |
| Saint-Louis       | Clayton          | 1,17  | 1,88  | 1E     | Forest Park Parkway est                                        |                                                             |
| Saint-Louis       | Ladue            | 1,61  | 2,59  | 1F     | Ladue Road                                                     |                                                             |
| Saint-Louis       | University City  | 2,37  | 3,82  | 2      | Delmar Boulevard                                               |                                                             |
| Saint-Louis       | Olivette         | 3,34  | 5,37  | 3      | Route 340 (en) (Olive Boulevard)                               |                                                             |
| Saint-Louis       | Overland         | 4,33  | 6,96  | 4      | Route D (Page Avenue)                                          |                                                             |
| Saint-Louis       | St. John         | 5,87  | 9,44  | 5      | Route 180 (en) (St. Charles Rock Road)                         |                                                             |
| Saint-Louis       | Bel-Ridge        | 7,03  | 11,31 | 6      | Route 115 (en) est (Natural Bridge Road) – Cargo City          |                                                             |
| Saint-Louis       | Berkeley         | 7,65  | 12,32 | 7      | I-70 – Saint-Louis, Kansas City                                | Indiqué sortie 7A (est) et 7B (ouest); sortie 235 de l'I-70 |
| Saint-Louis       | Berkeley         | 7,77  | 12,51 | 7C     | Aéroport international de Saint-Louis                          | Sortie direction sud via sortie 7B                          |
| Saint-Louis       | Berkeley         | 8,58  | 13,80 | 8      | Scudder Road / North Hanley Road                               | Pas d'entrée en direction nord                              |
| Saint-Louis       | Berkeley         | 9,17  | 14,75 | 9A     | Airport Road – Cargo City                                      |                                                             |
| Saint-Louis       | Berkeley         | 9,24  | 14,86 | 9B     | Boeing                                                         | Sortie direction nord, entrée direction sud                 |
| Saint-Louis       | Berkeley         | 9,78  | 15,74 | 9C     | North Hanley Road                                              | Sortie direction nord, entrée direction sud                 |
| Saint-Louis       | Hazelwood        | 10,89 | 17,53 | 10     | I-270 – Kansas City, Chicago                                   | Indiqué sortie 10A (ouest) et 10B (est)                     |
| - Accès incomplet |                  |       |       |        |                                                                |                                                             |